# Ломовцев Дмитро Леонтійович
Дмитро Леонтійович Ломовцев (7 листопада 1908 — 17 квітня 1958) — радянський військовий льотчик, гвардії полковник.

## Біографія

Д. Ломовцев біля свого літака

Народився 7 листопада 1908 року. Учасник німецько-радянської війни з перших днів. Був командиром 167-го (617-го) гвардійського штурмового авіаполку, заступником командира 10-ї (291) Воронезько-Київської Червонопрапорної орденів Суворова і Кутузова гвардійської штурмової авіаційної дивізії. За свою зовнішню схожість і схожість характером з Олександром Суворовим мав прізвисько «Суворов». Літав на своєму іменному літаку Іл-2 «Олександр Суворов» на фюзеляжі якого був намальований портрет Суворова.
Відзначився на початку 1943 року в ході Воронезько-Касторненської наступальної операції. У вересні 1943 року в ході Проскурівсько-Чернівецької операції брав участь у відвоюванні міста Старокостянтинова.

Могила Дмитра Ломовцева

Помер 17 квітня 1958 року. Похований в Києві на Лук'янівському військовому кладовищі. Підпис «Герой Радянського Союзу» пам'ятника на могилі льотчика вказує на заслуги Д. Л. Ломовцева не в прямому значенні найвищої державної відзнаки.

## Нагороди
Нагороджений трьома орденами Червоного Прапора, орденом Суворова 3-го ступеня, орденом Вітчизняної війни 1-го ступеня та іншими орденами і медалями.